# RNASE12
RNASE12 (англ. Ribonuclease A family member 12 (inactive)) – білок, який кодується однойменним геном, розташованим у людей на 14-й хромосомі. Довжина поліпептидного ланцюга білка становить 147 амінокислот, а молекулярна маса — 17 177.
| 10         |  | 20         |  | 30         |  | 40         |  | 50         |
| ---------- |  | ---------- |  | ---------- |  | ---------- |  | ---------- |
| MIIMVIIFLV |  | LLFWENEVND |  | EAVMSTLEHL |  | HVDYPQNDVP |  | VPARYCNHMI |
| IQRVIREPDH |  | TCKKEHVFIH |  | ERPRKINGIC |  | ISPKKVACQN |  | LSAIFCFQSE |
| TKFKMTVCQL |  | IEGTRYPACR |  | YHYSPTEGFV |  | LVTCDDLRPD |  | SFLGYVK    |

A: Аланін

C: Цистеїн

D: Аспарагінова кислота

E: Глутамінова кислота

F: Фенілаланін

G: Гліцин

H: Гістидин

I: Ізолейцин

K: Лізин

L: Лейцин

M: Метіонін

N: Аспарагін

P: Пролін

Q: Глутамін

R: Аргінін

S: Серин

T: Треонін

V: Валін

W: Триптофан

Секретований назовні.